# Villaco
Villaco est une commune de la province de Valladolid dans la communauté autonome de Castille-et-León en Espagne.

## Sites et patrimoine
Les édifices et sites notables de la commune sont :
- Église San Sebastián ;
- Chapelle del Cristo del Humilladero.

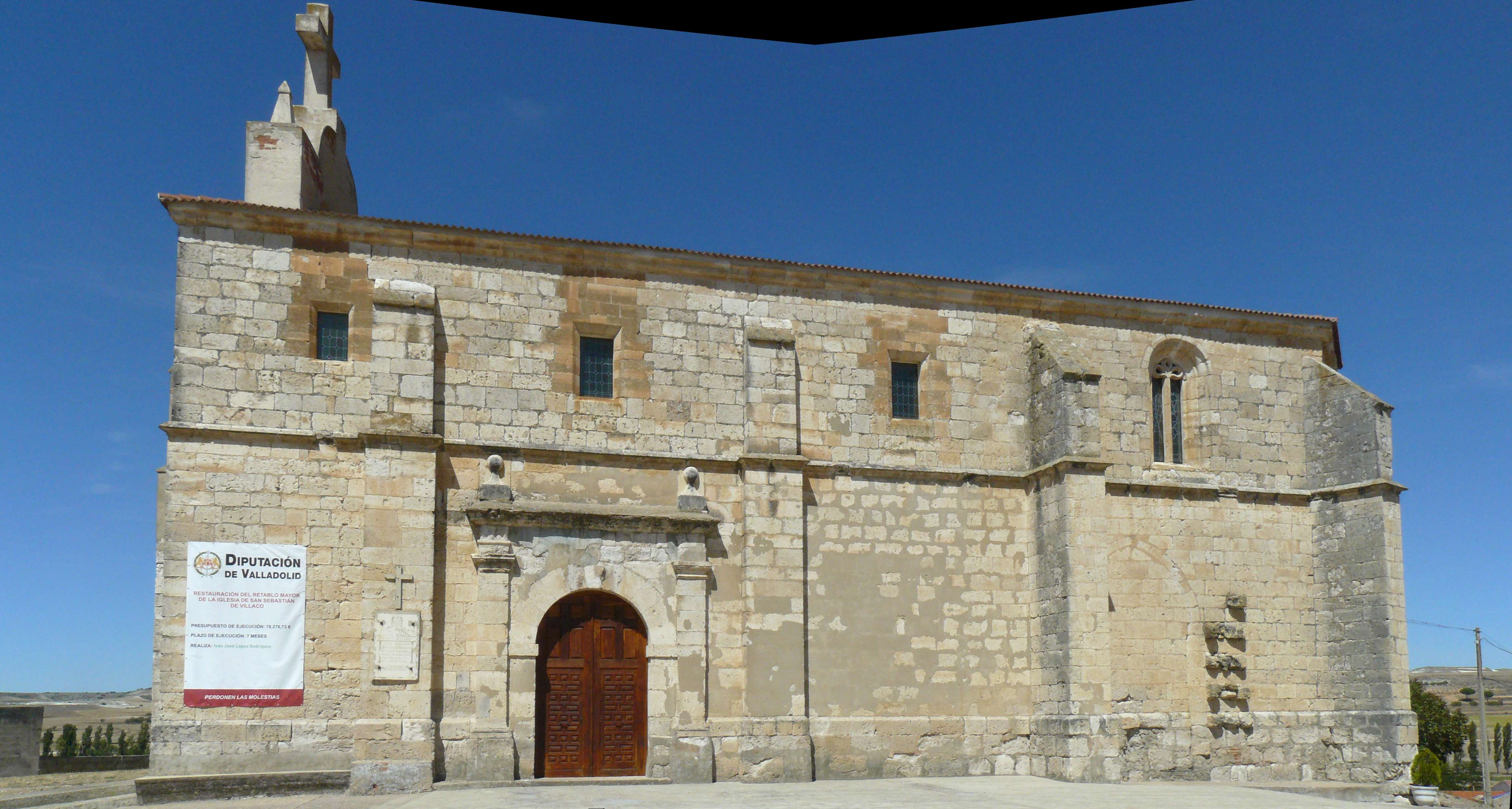
Église San Sebastián.
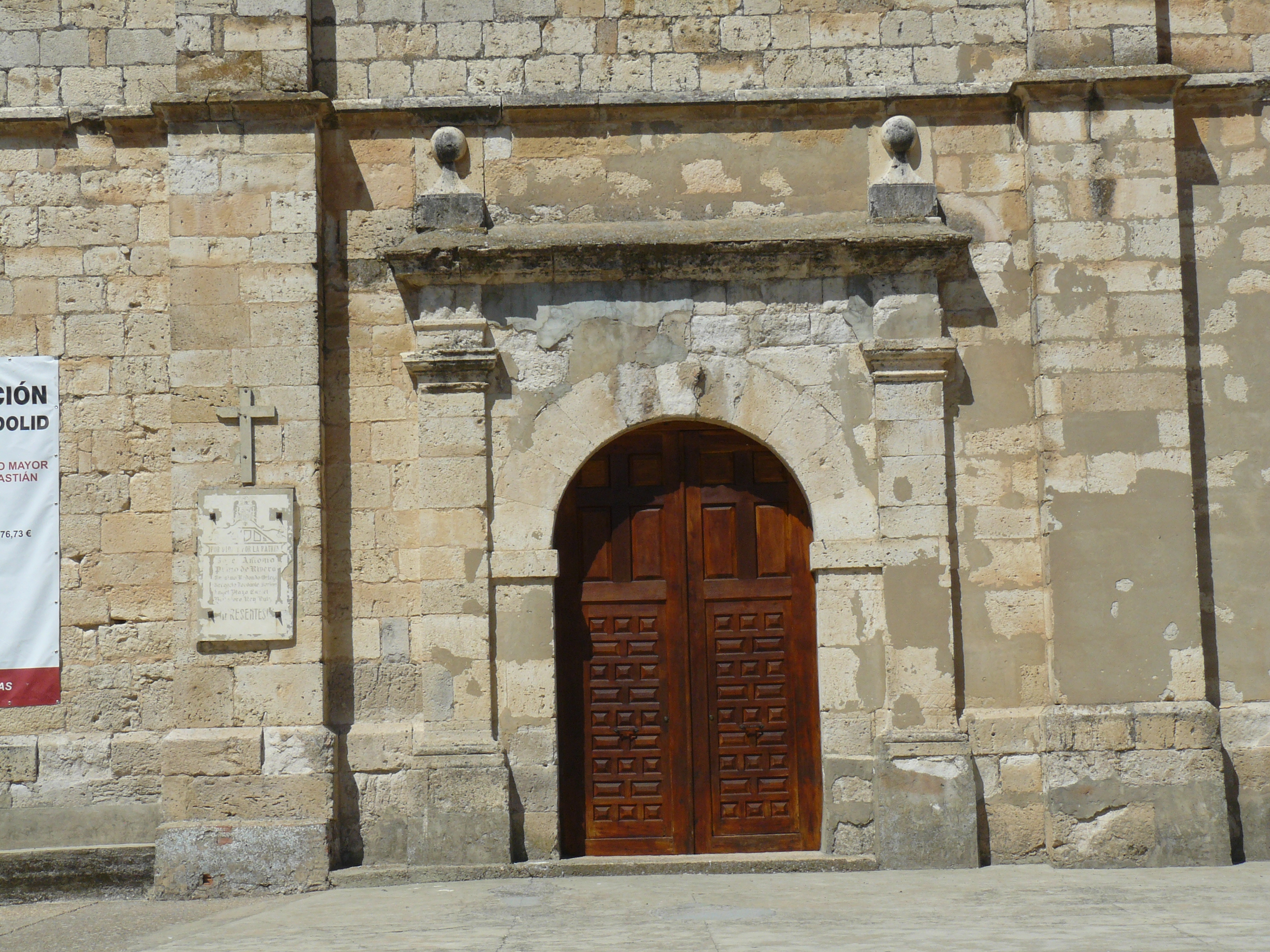
Église San Sebastián.